# Campionato italiano di hockey su ghiaccio 2008-2009
Il Campionato italiano di hockey su ghiaccio 2008-09 è stato organizzato dalla FISG e, per le prime due serie, dalla LIHG. La novità più consistente è il ritorno della serie C Interregionale a campionato nazionale col nome di Serie C Over 26. I campionati nazionali sono dunque la Serie A, la Serie A2, Serie C Over 26 e Serie C Under 26 (quest'ultima suddivisa in due divisioni).

## Serie A
La massima serie vede iscritte otto squadre: i più volte campioni d'Italia dei Vipers Milano sono infatti stati sciolti per volontà del presidente Alvise di Canossa. Le squadre sono dunque: Alleghe HC, Asiago Hockey AS, HC Bolzano, SG Cortina, SHC Fassa, SG Pontebba, Renon Ritten Sport Hockey e HC Valpusteria.
Viene cambiata, rispetto alla stagione precedente, anche la formula: triplo girone di andata e ritorno (3 punti alla vincente nei tempi regolamentari, 2 punti alla vincente dopo i supplementari o i rigori, 1 punto alla sconfitta ai supplementari o rigori), con divisione per 3 per difetto dei punti al termine del secondo girone; le prime quattro squadre al termine dei gironi accedono ai play-off con semifinali e finale al meglio delle 7 gare; le squadre classificate agli ultimi quattro posti accedono ai play-out, con gare al meglio delle 5 gare; le due squadre sconfitte si incontrano al meglio delle 5 gare, con la vincente al 7º posto e la perdente allo spareggio con la vincitrice della Serie A2 per un posto nella Serie A 2009-10.

### Prima fase
La prima fase comprende i primi due gironi all'italiana di andata e ritorno.

#### Classifica prima fase
Legenda: PG = partite giocate; V = vittorie conseguite nei tempi regolamentari; VOT= vittorie conseguite ai tempi supplementari o ai rigori; POT = sconfitte subite ai tempi supplementari o ai rigori; P = sconfitte subite nei tempi regolamentari; GF = reti segnate; GS = reti subite

### Seconda fase
Al termine delle prime due fasi il punteggio in classifica delle squadre è stato diviso per tre (arrotondato per difetto), e le squadre si sono incontrate in un ultimo girone di andata e ritorno.

#### Classifica seconda fase
|    |              |       |                   |                   |                   |                   |                   |                   |                   |                  |                  |                  |                  |                  |                  |                  |             |
|    | Squadre      | Punti | Ris. Seconda fase | Ris. Seconda fase | Ris. Seconda fase | Ris. Seconda fase | Ris. Seconda fase | Ris. Seconda fase | Ris. Seconda fase | Ris. Complessivi | Ris. Complessivi | Ris. Complessivi | Ris. Complessivi | Ris. Complessivi | Ris. Complessivi | Ris. Complessivi | Pt. 1ª fase |
| PG | Squadre      | Punti | V                 | VOT               | POT               | P                 | GF                | GS                | PG                | V                | VOT              | POT              | P                | GF               | GS               |                  | Pt. 1ª fase |
| 1. | Renon        | 48    | 14                | 8                 | 1                 | 4                 | 1                 | 56                | 37                | 42               | 24               | 2                | 9                | 7                | 166              | 119              | 18          |
| 2. | Bolzano      | 46    | 14                | 8                 | 1                 | 1                 | 4                 | 63                | 44                | 42               | 23               | 6                | 5                | 8                | 170              | 118              | 19          |
| 3. | Cortina      | 44    | 14                | 5                 | 2                 | 2                 | 5                 | 43                | 44                | 42               | 24               | 7                | 4                | 7                | 162              | 116              | 23          |
| 4. | Val Pusteria | 39    | 14                | 8                 | 1                 | 1                 | 4                 | 44                | 39                | 42               | 18               | 2                | 6                | 16               | 150              | 138              | 12          |
| 5. | Asiago       | 30    | 14                | 4                 | 3                 | 0                 | 7                 | 45                | 52                | 42               | 13               | 6                | 3                | 20               | 115              | 145              | 12          |
| 6. | Alleghe      | 30    | 14                | 6                 | 1                 | 0                 | 7                 | 46                | 45                | 42               | 12               | 7                | 2                | 21               | 132              | 144              | 10          |
| 7. | Fassa        | 22    | 14                | 4                 | 0                 | 3                 | 7                 | 35                | 51                | 42               | 10               | 1                | 6                | 25               | 104              | 161              | 7           |
| 8. | Pontebba     | 18    | 14                | 2                 | 2                 | 0                 | 10                | 37                | 57                | 42               | 8                | 5                | 1                | 28               | 107              | 166              | 8           |

Legenda: PG = partite giocate; V = vittorie conseguite nei tempi regolamentari; VOT= vittorie conseguite ai tempi supplementari o ai rigori; POT = sconfitte subite ai tempi supplementari o ai rigori; P = sconfitte subite nei tempi regolamentari; GF = reti segnate; GS = reti subite; Pt. 1ª fase = punteggio di partenza della seconda fase, pari al punteggio ottenuto nella prima fase diviso tre ed arrotondato per difetto

### Terza Fase

#### Play-out
Le squadre classificate dal quinto all'ottavo posto al termine della seconda fase hanno dovuto disputare i play-out per non retrocedere. Le squadre si sono affrontate nelle semifinali secondo lo schema 5a vs 8a, 6a vs 7a. Le squadre uscite vittoriose dalla serie erano salve, le sconfitte si affrontavano nella finale per il settimo posto. La squadra vincitrice della finale era salva, la sconfitta doveva affrontare la vincitrice della Serie A2 per evitare la retrocessione. Tutte le serie si sono disputate al meglio delle cinque gare.
|  | Semifinali 5º/8º posto | Semifinali 5º/8º posto | Semifinali 5º/8º posto | Semifinali 5º/8º posto | Semifinali 5º/8º posto | Semifinali 5º/8º posto | Semifinali 5º/8º posto |  |  | Finale per il 7º posto | Finale per il 7º posto | Finale per il 7º posto | Finale per il 7º posto | Finale per il 7º posto | Finale per il 7º posto | Finale per il 7º posto |  |
|  |                        |                        |                        |                        |                        |                        |                        |  |  |                        |                        |                        |                        |                        |                        |                        |  |
|  | 6                      | Alleghe HC             | 4                      | 3                      | 3                      | 3                      | 6                      |  |  |                        |                        |                        |                        |                        |                        |                        |  |
|  | 7                      | SHC Fassa              | 3                      | 1                      | 5                      | 6                      | 3                      |  |  | SHC Fassa              | SHC Fassa              | SHC Fassa              | 4                      | 2                      | 3                      | 1                      |  |
|  | 5                      | Asiago Hockey AS       | Asiago Hockey AS       | Asiago Hockey AS       | 6                      | 4                      | 5                      |  |  | SG Pontebba            | SG Pontebba            | SG Pontebba            | 2                      | 4                      | 4                      | 4                      |  |
|  | 8                      | SG Pontebba            | SG Pontebba            | SG Pontebba            | 3                      | 3                      | 3                      |  |  |                        |                        |                        |                        |                        |                        |                        |  |

#### Play-off
Le prime quattro squadre qualificate al termine della seconda fase (SV Renon, HC Bolzano, SG Cortina e HC Val Pusteria) si sono affrontate nei play-off scudetto. Gli accoppiamenti delle semifinali sono stati decisi secondo lo schema 1a vs 4a e 2a vs 3a. Tutte le serie si sono disputate al meglio delle sette gare.
|  | Semifinali | Semifinali      | Semifinali      | Semifinali      | Semifinali | Semifinali | Semifinali | Semifinali | Semifinali |  |  | Finale     | Finale     | Finale     | Finale     | Finale     | Finale | Finale | Finale | Finale |  |
|  |            |                 |                 |                 |            |            |            |            |            |  |  |            |            |            |            |            |        |        |        |        |  |
|  | 1          | SV Renon        | SV Renon        | SV Renon        | 7          | 2          | 6          | 3          | 6          |  |  |            |            |            |            |            |        |        |        |        |  |
|  | 4          | HC Val Pusteria | HC Val Pusteria | HC Val Pusteria | 3          | 3          | 2          | 1          | 2          |  |  | SV Renon   | SV Renon   | SV Renon   | SV Renon   | SV Renon   | 2      | 0      | 2      | 3      |  |
|  | 2          | HC Bolzano      | HC Bolzano      | HC Bolzano      | HC Bolzano | 3          | 5          | 4          | 4          |  |  | HC Bolzano | HC Bolzano | HC Bolzano | HC Bolzano | HC Bolzano | 4      | 1      | 3      | 7      |  |
|  | 3          | SG Cortina      | SG Cortina      | SG Cortina      | SG Cortina | 1          | 2          | 3          | 3          |  |  |            |            |            |            |            |        |        |        |        |  |

L'Hockey Club Bolzano vince il suo diciottesimo scudetto, il secondo consecutivo. Per la prima volta riesce anche nel grande slam dell'hockey italiano, avendo vinto nella stessa stagione anche Coppa Italia e Supercoppa italiana, impresa riuscita solo all'HCJ Milano Vipers nel 2002-2003.

## Serie A2
La seconda serie ha visto iscritte nove squadre, con alcuni grandi piazze, come Milano e Varese, al ritorno nell'hockey su ghiaccio ufficiale, contro le otto della stagione precedente. Sei sono confermate dalla stagione precedente: Appiano Pirats, S.V. Caldaro, Egna Wild Goose, H.C. Gherdëina - Val Gardena, H.C. Valpellice e W.S.V. Vipiteno Broncos. Al posto dell'All Stars Piemonte, che ha rinunciato all'iscrizione si è iscritta un'altra squadra torinese, il Real Torino H.C.. Altre due squadre si sono iscritte ex novo: l'H.C. Varese (già AS Mastini Varese Hockey, denominazione con cui ha vinto due scudetti, che mancava dall'hockey professionistico dal 2005) e Hockey Milano Rossoblu (neonata società, sorta dalle ceneri dell'HCJ Milano Vipers). L'HC Merano, inizialmente iscritto, ha poi rinunciato alla serie A2 per disputare la serie C Under 26.
La formula è stata cambiata di conseguenza: doppio girone di andata e ritorno, con al termine le prime 8 classificate a giocarsi i play-off. Anche in A2 scomparve il pareggio dalla regular season: 3 punti per la vittoria nei tempi regolamentari, 2 punti per la vittoria ai supplementari (o ai rigori), 1 punto in caso di sconfitta ai supplementari (o a i rigori).

### Classifica
|    |             |       |    |    |     |     |    |     |     |
|    | Squadre     | Punti | PG | V  | VOT | POT | P  | GF  | GS  |
| 1. | Valpellice  | 74    | 32 | 19 | 7   | 3   | 3  | 139 | 94  |
| 2. | Vipiteno    | 67    | 32 | 21 | 1   | 2   | 8  | 153 | 93  |
| 3. | Caldaro     | 63    | 32 | 16 | 6   | 3   | 7  | 131 | 102 |
| 4. | Gherdëina   | 55    | 32 | 16 | 2   | 3   | 11 | 153 | 116 |
| 5. | Egna        | 51    | 32 | 14 | 3   | 3   | 12 | 125 | 109 |
| 6. | Appiano     | 48    | 32 | 14 | 2   | 2   | 14 | 108 | 112 |
| 7. | Milano      | 27    | 32 | 7  | 0   | 6   | 19 | 87  | 149 |
| 8. | Real Torino | 26    | 32 | 6  | 3   | 2   | 21 | 92  | 143 |
| 9. | Varese      | 21    | 32 | 5  | 2   | 2   | 23 | 93  | 165 |

Legenda: PG = partite giocate; V = vittorie conseguite nei tempi regolamentari; VOT= vittorie conseguite ai tempi supplementari o ai rigori; POT = sconfitte subite ai tempi supplementari o ai rigori; P = sconfitte subite nei tempi regolamentari; GF = reti segnate; GS = reti subite

### Play-off
La squadra esclusa dai play-off è stato il Varese. Le sfide sono state decise con serie al meglio dei sette incontri per i quarti e al meglio dei cinque per semifinali e finale. Le date degli incontri:
- Quarti di finale: 18, 20, 22, 25 e 27 febbraio, 1° e 3 marzo 2009
- Semifinali: 6, 8, 11, 13 e 15 marzo 2009
- Finale: 18, 20, 22, 25 e 27 marzo 2009

La squadra che vincerà il titolo affronterà l'ultima classificata nei play-out di serie A per determinare chi disputerà la massima serie 2009-2010.
|  | Quarti di finale | Quarti di finale | Quarti di finale | Quarti di finale | Quarti di finale | Quarti di finale | Quarti di finale | Quarti di finale | Quarti di finale |  |  | Semifinali    | Semifinali    | Semifinali    | Semifinali    | Semifinali   | Semifinali   | Semifinali |   |   | Finale        | Finale        | Finale        | Finale        | Finale | Finale | Finale |  |
|  |                  |                  |                  |                  |                  |                  |                  |                  |                  |  |  |               |               |               |               |              |              |            |   |   |               |               |               |               |        |        |        |  |
|  | 1                | HC Valpellice    | HC Valpellice    | HC Valpellice    | HC Valpellice    | 4                | 4                | 7                | 3                |  |  |               |               |               |               |              |              |            |   |   |               |               |               |               |        |        |        |  |
|  | 8                | Real Torino HC   | Real Torino HC   | Real Torino HC   | Real Torino HC   | 3                | 1                | 0                | 1                |  |  | HC Valpellice | HC Valpellice | HC Valpellice | HC Valpellice | 6            | 4            | 6          |   |   |               |               |               |               |        |        |        |  |
|  | 4                | HC Gherdëina     | HC Gherdëina     | HC Gherdëina     | 3                | 4                | 6                | 6                | 5                |  |  | HC Gherdëina  | HC Gherdëina  | HC Gherdëina  | HC Gherdëina  | 4            | 3            | 0          |   |   |               |               |               |               |        |        |        |  |
|  | 5                | HC Egna          | HC Egna          | HC Egna          | 2                | 3                | 4                | 7                | 3                |  |  |               |               |               |               |              |              |            |   |   | HC Valpellice | HC Valpellice | HC Valpellice | HC Valpellice | 2      | 3      | 0      |  |
|  | 2                | WSV Vipiteno     | WSV Vipiteno     | 3                | 4                | 8                | 2                | 2                | 6                |  |  |               |               | WSV Vipiteno  | WSV Vipiteno  | WSV Vipiteno | WSV Vipiteno | 3          | 5 | 3 |               |               |               |               |        |        |        |  |
|  | 7                | Milano Rossoblu  | Milano Rossoblu  | 1                | 3                | 3                | 5                | 3                | 0                |  |  | WSV Vipiteno  | WSV Vipiteno  | WSV Vipiteno  | 4             | 3            | 3            | 3          |   |   |               |               |               |               |        |        |        |  |
|  | 3                | SV Caldaro       | SV Caldaro       | SV Caldaro       | SV Caldaro       | 4                | 3                | 4                | 5                |  |  | SV Caldaro    | SV Caldaro    | SV Caldaro    | 1             | 5            | 2            | 2          |   |   |               |               |               |               |        |        |        |  |
|  | 6                | HC Appiano       | HC Appiano       | HC Appiano       | HC Appiano       | 1                | 2                | 3                | 2                |  |  |               |               |               |               |              |              |            |   |   |               |               |               |               |        |        |        |  |

La Wintersportverein Vipiteno Broncos si aggiudica la Serie A2 ed il diritto di disputare lo spareggio con l'ultima classificata in Serie A per un posto nella massima serie 2009-2010.

### Spareggio per la Serie A
Nello spareggio per la Serie A si sono affrontati, con una serie al meglio delle tre gare, i Vipiteno Broncos vincitori della Serie A2 e lo SHC Fassa, ultimo classificato in Serie A, con il vantaggio del campo in favore di quest'ultima squadra.
Gara 1
| 30 marzo 2009 Ore 20:30 | SHC Fassa 42:55 D. Iori (R. Locatin, J. Van Hoof) 49:54 S. Marchetti (F. Caisse) 53:03 S. Reynolds 58:26 F. Davidsson (J. Paul, L. Felicetti) | 4-2 (0-0; 0-2; 4-0) Serie: 1-0 | WSV Vipiteno Broncos 21:15 M. Gander (R. Held) 36:20 R. Campbell | Stadio del Ghiaccio Gianmario Scola, Alba di Canazei Spettatori: 375 |

Gara 2
| 1º aprile 2009 Ore 20:30 | WSV Vipiteno Broncos 02:35 R. Held (R. Campbell) 21:40 B. Cardini (M. Haller, P. Bustreo) 25:55 R. Held (T. Pichler) 50:13 R. Held (R. Campbell, M. Gander) | 4-8 (1-3; 2-3; 1-2) Serie: 0-2 | SHC Fassa 01:57 L. Felicetti (S. Reynolds, F. Davidsson) 03:37 D. Piffer (J. Pemberton, R. Locatin) 09:26 L. Felicetti (J. Van Hoof, F. Davidsson) 22:16 D. Iori (R. Locatin, D. Piffer) 31:30 J. Pemberton (S. Reynolds) 38:00 R. Locatin (D. Iori) 46:15 S. Reynolds (F. Davidsson) 56:22 J. Paul (D. Piffer, J. Van Hoof) | DiscoArena, Vipiteno Spettatori: |

Lo Sportiva Hockey Club Fassa rimane in serie A.

## Supercoppa italiana
La Supercoppa italiana venne assegnata, come di consueto, con una gara unica tra la squadra vincitrice dell'ultimo campionato (HC Bolzano) e la squadra detentrice della Coppa Italia (SG Pontebba), in casa dei campioni d'Italia, al Palaonda di Bolzano.
L'incontro si è svolto il 20 settembre 2008 e ha visto trionfare l'Hockey Club Bolzano, che ha così conquistato la sua terza Supercoppa, dopo i successi del 2004 e del 2007: in questo modo raggiunge i Milano Vipers in vetta alla classifica di tornei conquistati.
Gara Unica
| 20 settembre 2008 Ore 19:30 | Bolzano 11:59 K. Corupe (J. Olson, C. Johannson) 18:53 K. Corupe (C. Borgatello, C. Johannson) 22:47 N. DiCasmirro (S. Durdins, J. Corupe) 34:45 K. Corupe (N. DiCasmirro, C. Johannson) 53:10 N. DiCasmirro (L. Ansoldi, R. Ramoser) 59:10 K.Corupe (L. Ansoldi, N. DiCasmirro) | 6-3 (2-1; 2-2; 2-0) | Pontebba 1:47 A. Lutz (S. Margoni, A. Aquino) 17:18 S. Margoni (K. Bolibruck) 38:07 A. Aquino (K. Bolibruck, S. Margoni) | Palaonda Bolzano |

 L'Hockey Club Bolzano si è aggiudicato la sua terza supercoppa italiana.

## Coppa Italia
La coppa Italia non ha sostanzialmente cambiato la propria formula rispetto alla stagione precedente, con un torneo ad eliminazione diretta a partire dagli ottavi di finale. L'unica differenza di rilievo riguarda il turno di qualificazione, necessario per eliminare una delle 17 squadre (8 di serie A, 9 di serie A2) iscritte. Mentre nel 2007-08 si erano scontrate le ultime due in classifica nella serie A2 precedente, nel 2008-09 si è tenuto un torneo all'italiana tra le tre squadre neoiscritte alla serie A2, HC Varese, Hockey Milano Rossoblu e Real Torino, con le prime due classificate ad accedere al tabellone di Coppa.

### Torneo di qualificazione
Legenda: PG = partite giocate; V = vittorie conseguite nei tempi regolamentari; VOT= vittorie conseguite ai tempi supplementari o ai rigori; POT = sconfitte subite ai tempi supplementari o ai rigori; P = sconfitte subite nei tempi regolamentari; GF = reti segnate; GS = reti subite

### Fase finale
|  | Ottavi di finale | Ottavi di finale | Ottavi di finale |          |            | Quarti di finale | Quarti di finale | Quarti di finale |  |  | Semifinali | Semifinali | Semifinali |  |  | Finale | Finale | Finale |  |
|  |                  |                  |                  |          |            |                  |                  |                  |  |  |            |            |            |  |  |        |        |        |  |
|  | Varese           | Varese           | 1                |          |            |                  |                  |                  |  |  |            |            |            |  |  |        |        |        |  |
|  | Varese           | Varese           | 1                |          |            |                  |                  |                  |  |  |            |            |            |  |  |        |        |        |  |
|  | Bolzano          | Bolzano          | 4                |          |            |                  |                  |                  |  |  |            |            |            |  |  |        |        |        |  |
|  | Bolzano          | Bolzano          | 4                |          | Bolzano    | Bolzano          | 3                |                  |  |  |            |            |            |  |  |        |        |        |  |
|  |                  |                  |                  |          | Bolzano    | Bolzano          | 3                |                  |  |  |            |            |            |  |  |        |        |        |  |
|  |                  |                  | Caldaro          | Caldaro  | 2          |                  |                  |                  |  |  |            |            |            |  |  |        |        |        |  |
|  | Caldaro          | Caldaro          | Caldaro          | Caldaro  | 2          | 5                |                  |                  |  |  |            |            |            |  |  |        |        |        |  |
|  | Caldaro          | Caldaro          |                  |          |            |                  |                  |                  |  |  |            |            |            |  |  |        |        |        |  |
|  | Asiago           | Asiago           | 3                |          |            |                  |                  |                  |  |  |            |            |            |  |  |        |        |        |  |
|  | Asiago           | Asiago           | 3                |          | Bolzano    | Bolzano          | 4                |                  |  |  |            |            |            |  |  |        |        |        |  |
|  |                  |                  |                  |          |            |                  |                  |                  |  |  |            |            |            |  |  |        |        |        |  |
|  |                  |                  | Cortina          | Cortina  | 2          |                  |                  |                  |  |  |            |            |            |  |  |        |        |        |  |
|  | Vipiteno         | Vipiteno         | Cortina          | Cortina  | 2          | 6                |                  |                  |  |  |            |            |            |  |  |        |        |        |  |
|  | Vipiteno         | Vipiteno         |                  |          |            |                  |                  |                  |  |  |            |            |            |  |  |        |        |        |  |
|  | Alleghe          | Alleghe          | 4                |          |            |                  |                  |                  |  |  |            |            |            |  |  |        |        |        |  |
|  | Alleghe          | Alleghe          | 4                |          | Vipiteno   | Vipiteno         | 4                |                  |  |  |            |            |            |  |  |        |        |        |  |
|  |                  |                  |                  |          | Vipiteno   | Vipiteno         | 4                |                  |  |  |            |            |            |  |  |        |        |        |  |
|  |                  |                  | Cortina          | Cortina  | 6          |                  |                  |                  |  |  |            |            |            |  |  |        |        |        |  |
|  | Appiano          | Appiano          | Cortina          | Cortina  | 6          | 2                |                  |                  |  |  |            |            |            |  |  |        |        |        |  |
|  | Appiano          | Appiano          |                  |          |            |                  |                  |                  |  |  |            |            |            |  |  |        |        |        |  |
|  | Cortina          | Cortina          | 4                |          |            |                  |                  |                  |  |  |            |            |            |  |  |        |        |        |  |
|  | Cortina          | Cortina          | 4                |          | Bolzano    | Bolzano          | 4                |                  |  |  |            |            |            |  |  |        |        |        |  |
|  |                  |                  |                  |          |            |                  |                  |                  |  |  |            |            |            |  |  |        |        |        |  |
|  |                  |                  | Renon            | Renon    | 2          |                  |                  |                  |  |  |            |            |            |  |  |        |        |        |  |
|  | Gherdëina        | Gherdëina        | Renon            | Renon    | 2          | 2                |                  |                  |  |  |            |            |            |  |  |        |        |        |  |
|  | Gherdëina        | Gherdëina        |                  |          |            |                  |                  |                  |  |  |            |            |            |  |  |        |        |        |  |
|  | Fassa            | Fassa            | 3                |          |            |                  |                  |                  |  |  |            |            |            |  |  |        |        |        |  |
|  | Fassa            | Fassa            | 3                |          | Fassa      | Fassa            | 0                |                  |  |  |            |            |            |  |  |        |        |        |  |
|  |                  |                  |                  |          | Fassa      | Fassa            | 0                |                  |  |  |            |            |            |  |  |        |        |        |  |
|  |                  |                  | Pontebba         | Pontebba | 4          |                  |                  |                  |  |  |            |            |            |  |  |        |        |        |  |
|  | Egna             | Egna             | Pontebba         | Pontebba | 4          | 2                |                  |                  |  |  |            |            |            |  |  |        |        |        |  |
|  | Egna             | Egna             |                  |          |            |                  |                  |                  |  |  |            |            |            |  |  |        |        |        |  |
|  | Pontebba         | Pontebba         | 6                |          |            |                  |                  |                  |  |  |            |            |            |  |  |        |        |        |  |
|  | Pontebba         | Pontebba         | 6                |          | Pontebba   | Pontebba         | 3                |                  |  |  |            |            |            |  |  |        |        |        |  |
|  |                  |                  |                  |          |            |                  |                  |                  |  |  |            |            |            |  |  |        |        |        |  |
|  |                  |                  | Renon            | Renon    | 6          |                  |                  |                  |  |  |            |            |            |  |  |        |        |        |  |
|  | Valpellice       | Valpellice       | Renon            | Renon    | 6          | 4                |                  |                  |  |  |            |            |            |  |  |        |        |        |  |
|  | Valpellice       | Valpellice       |                  |          |            |                  |                  |                  |  |  |            |            |            |  |  |        |        |        |  |
|  | Val Pusteria     | Val Pusteria     | 3                |          |            |                  |                  |                  |  |  |            |            |            |  |  |        |        |        |  |
|  | Val Pusteria     | Val Pusteria     | 3                |          | Valpellice | Valpellice       | 1                |                  |  |  |            |            |            |  |  |        |        |        |  |
|  |                  |                  |                  |          | Valpellice | Valpellice       | 1                |                  |  |  |            |            |            |  |  |        |        |        |  |
|  |                  |                  | Renon            | Renon    | 7          |                  |                  |                  |  |  |            |            |            |  |  |        |        |        |  |
|  | Real Torino      | Real Torino      | Renon            | Renon    | 7          | 0                |                  |                  |  |  |            |            |            |  |  |        |        |        |  |
|  | Real Torino      | Real Torino      |                  |          |            |                  |                  |                  |  |  |            |            |            |  |  |        |        |        |  |
|  | Renon            | Renon            | 7                |          |            |                  |                  |                  |  |  |            |            |            |  |  |        |        |        |  |

 L'Hockey Club Bolzano vince la sua terza Coppa Italia.

## Serie C Under 26
Da questa stagione la Serie C Under 26 è divisa in due divisioni. Alla prima hanno avuto accesso le squadre del gruppo 1 della stagione precedente più le prime due classificate del gruppo 2. Alla seconda le altre cinque dell'ex gruppo 2 più le neo iscritte.

### Prima divisione
Alla prima divisione avrebbero dovuto partecipare le otto squadre qualificate al gruppo 1 nella stagione 2007-08, più le prime due classificate al gruppo 2. Tuttavia alcuni cambiamenti sono intervenuti: i campioni del Caldaro hanno rinunciato alla seconda squadra in serie CU26, mentre l'HC Varese si è iscritto alla serie A2. Al loro posto sono state ripescate le squadre terza e quarta classificata del gruppo 2, SC Ora e SSV Laives.
Le dieci squadre sono: Alleghe HC, EV Bozen 84, HC Dobbiaco, HC Feltreghiaccio, Nuovo Fiemme 97, HC Laces Val Venosta, SSV Laives, SC Ora, AS Pergine e WSG Stilfes - Stilves.
La formula prevede un girone di andata e ritorno, seguito dai play-off per le prime otto in classifica. Le ultime due affrontarono invece le prime sei della seconda divisione nei play-off di seconda divisione per evitare la retrocessione.

#### Classifica
|     |                |       |    |    |   |    |     |     |
|     | Squadre        | Punti | PG | V  | N | P  | GF  | GS  |
| 1.  | Dobbiaco       | 29    | 18 | 14 | 1 | 3  | 100 | 51  |
| 2.  | EV Bozen       | 27    | 18 | 13 | 1 | 4  | 82  | 46  |
| 3.  | Pergine        | 26    | 18 | 12 | 2 | 4  | 93  | 65  |
| 4.  | Alleghe        | 23    | 18 | 11 | 1 | 6  | 81  | 71  |
| 5.  | Ora            | 20    | 18 | 10 | 0 | 8  | 66  | 76  |
| 6.  | Feltreghiaccio | 16    | 18 | 8  | 0 | 10 | 83  | 85  |
| 7.  | Val Venosta    | 15    | 18 | 7  | 1 | 10 | 60  | 65  |
| 8.  | Stilves        | 13    | 18 | 6  | 1 | 11 | 63  | 73  |
| 9.  | Fiemme         | 10    | 18 | 3  | 4 | 11 | 69  | 107 |
| 10. | Laives         | 1     | 18 | 0  | 1 | 17 | 40  | 98  |

Legenda: PG = partite giocate; V = vittorie; N = pareggi; P = sconfitte; GF = reti segnate; GS = reti subite

#### Play-off
|  | Quarti di finale | Quarti di finale  | Quarti di finale  | Quarti di finale | Quarti di finale |  |  | Semifinali  | Semifinali  | Semifinali  | Semifinali | Semifinali |   |   | Finale      | Finale      | Finale | Finale | Finale |  |
|  |                  |                   |                   |                  |                  |  |  |             |             |             |            |            |   |   |             |             |        |        |        |  |
|  | 1                | HC Dobbiaco       | HC Dobbiaco       | 5                | 8                |  |  |             |             |             |            |            |   |   |             |             |        |        |        |  |
|  | 8                | WSG Stilves       | WSG Stilves       | 0                | 2                |  |  | HC Dobbiaco | HC Dobbiaco | HC Dobbiaco | 5          | 8          |   |   |             |             |        |        |        |  |
|  | 4                | Alleghe HC        | Alleghe HC        | 4                | 7                |  |  | Alleghe HC  | Alleghe HC  | Alleghe HC  | 3          | 3          |   |   |             |             |        |        |        |  |
|  | 5                | SC Ora            | SC Ora            | 3                | 6                |  |  |             |             |             |            |            |   |   | HC Dobbiaco | HC Dobbiaco | 5      | 3      | 3      |  |
|  | 2                | EV Bozen          | EV Bozen          | 4                | 4                |  |  |             |             | EV Bozen    | EV Bozen   | 1          | 5 | 2 |             |             |        |        |        |  |
|  | 7                | Val Venosta       | Val Venosta       | 2                | 1                |  |  | EV Bozen    | EV Bozen    | EV Bozen    | 5          | 3          |   |   |             |             |        |        |        |  |
|  | 3                | AS Pergine        | AS Pergine        | 3                | 9                |  |  | AS Pergine  | AS Pergine  | AS Pergine  | 3          | 1          |   |   |             |             |        |        |        |  |
|  | 6                | HC Feltreghiaccio | HC Feltreghiaccio | 0                | 6                |  |  |             |             |             |            |            |   |   |             |             |        |        |        |  |

L'Hockey Club Dobbiaco vince la Serie C Under 26 Prima divisione.

### Seconda divisione
Alla seconda divisione partecipano nove compagini: SV Prad-Prato Stelvio e HC Adige Trento, ultime due classificate nel gruppo 2 della precedente stagione (la terz'ultima, l'HC Bressanone, non si è iscritta); HC Merano, che ha rinunciato a disputare la serie A2; HC Bergamo, HC Black Angels, HC Chiavenna e HC Pinerolo, l'anno precedente in serie C Interregionale; HC Como e HC Auronzo, neoiscritte.
La formula è quasi identica a quella della prima divisione, con un girone di andata e ritorno seguito dai play-off. La differenza fondamentale sta nel fatto che i play-off vedono coinvolte le prime sei classificate e le ultime due della prima divisione.

#### Classifica
|    |              |       |    |    |   |    |     |     |
|    | Squadre      | Punti | PG | V  | N | P  | GF  | GS  |
| 1. | Merano       | 30    | 16 | 14 | 2 | 0  | 100 | 34  |
| 2. | Adige Trento | 24    | 16 | 10 | 4 | 2  | 93  | 41  |
| 3. | Auronzo      | 24    | 16 | 10 | 4 | 2  | 86  | 40  |
| 4. | Black Angels | 17    | 16 | 7  | 3 | 6  | 80  | 56  |
| 5. | Chiavenna    | 16    | 16 | 6  | 4 | 6  | 49  | 45  |
| 6. | Pinerolo     | 14    | 16 | 6  | 2 | 8  | 57  | 63  |
| 7. | Como         | 10    | 16 | 4  | 2 | 10 | 61  | 85  |
| 8. | Prad         | 9     | 16 | 4  | 1 | 11 | 52  | 88  |
| 9. | Bergamo      | 0     | 16 | 0  | 0 | 16 | 15  | 141 |

#### Play-off
Si sono scontrate le ultime due classificate della prima divisione e le prime sei della seconda. Le due finaliste sono state promosse in prima divisione.
|  | Quarti di finale | Quarti di finale | Quarti di finale | Quarti di finale | Quarti di finale |  |  | Semifinali   | Semifinali   | Semifinali   | Semifinali   | Semifinali   |   |   | Finale    | Finale    | Finale    | Finale | Finale |  |
|  |                  |                  |                  |                  |                  |  |  |              |              |              |              |              |   |   |           |           |           |        |        |  |
|  | 8-I              | SV Laives        | SV Laives        | 3                | 2                |  |  |              |              |              |              |              |   |   |           |           |           |        |        |  |
|  | 5                | HC Chiavenna     | HC Chiavenna     | 1                | 1                |  |  | SV Laives    | SV Laives    | SV Laives    | 1            | 1            |   |   |           |           |           |        |        |  |
|  | 1                | HC Merano        | HC Merano        | 4                | 5                |  |  | HC Merano    | HC Merano    | HC Merano    | 7            | 6            |   |   |           |           |           |        |        |  |
|  | 4                | HC Black Angels  | HC Black Angels  | 2                | 4                |  |  |              |              |              |              |              |   |   | HC Merano | HC Merano | HC Merano | 4      | 12     |  |
|  | 7-I              | Nuovo Fiemme     | Nuovo Fiemme     | 5                | 5                |  |  |              |              | Adige Trento | Adige Trento | Adige Trento | 0 | 3 |           |           |           |        |        |  |
|  | 6                | HC Pinerolo      | HC Pinerolo      | 4                | 4                |  |  | Nuovo Fiemme | Nuovo Fiemme | Nuovo Fiemme | 4            | 1            |   |   |           |           |           |        |        |  |
|  | 2                | HC Adige Trento  | HC Adige Trento  | 7                | 7                |  |  | Adige Trento | Adige Trento | Adige Trento | 7            | 4            |   |   |           |           |           |        |        |  |
|  | 3                | HC Auronzo       | HC Auronzo       | 5                | 1                |  |  |              |              |              |              |              |   |   |           |           |           |        |        |  |

Legenda: PG = partite giocate; V = vittorie; N = pareggi; P = sconfitte; GF = reti segnate; GS = reti subite
L'Hockey Club Merano vince il titolo di serie C Under 26 seconda divisione e viene promosso in prima divisione. Anche l'HC Trento viene promosso.

## Serie C Over 26
Da questa stagione il campionato Interregionale torna a essere un campionato nazionale, pur non cambiando di molto formula, con quattro gironi suddivisi territorialmente (Lombardia, Piemonte/Valle d'Aosta, Nord Est e Centro Sud), seguiti dalle finali nazionali. Diverse le modalità di accesso alle finali nazionali:
- le prime quattro classificate dei gironi Lombardia e Piemonte/Valle d'Aosta hanno preso parte ad un ulteriore girone, che ha qualificato le due squadre finaliste per le finali nazionali;
- per il girone Nord Est, la prima classificata ha avuto diretto accesso alle finali;
- per il Centro Sud, le due squadre laziali hanno sfidato quella siciliana per due volte, per poi scontrarsi fra di loro per determinare il vincitore del titolo e l'accesso alle finali.

L'organizzazione dei gironi lombardo e piemontese-valdostano è demandata al comitato regionale lombardo della FISG, il girone Nord-Est è invece organizzato dal comitato provinciale del Trentino. Il girone Centro Sud è nato soltanto a gennaio 2009, ed è una sostanziale novità (un abbozzo dell'attuale girone era stato, nella stagione precedente, lo scontro tra HC Roma e HC Mezzaluna per qualificare una squadra laziale alle finali nazionali).

### Gironi Lombardia e Piemonte/Valle d'Aosta

#### Girone Lombardia
Sono cinque le squadre iscritte: AS Ambrosiana 98, HC Black Angels Amatori, HC Casate 2000, HC Diavoli Rossoneri e SG Lecco. Tra le squadre presenti nella stagione precedente, l'HC Bergamo e l'HC Chiavenna si sono iscritte alla serie C U26, il Tecnochem Bergamo ha sospeso l'attività, il Varese Killer Bees si è iscritto al campionato svizzero.

#### Girone Piemonte/Valle d'Aosta
Solo quattro le compagini iscritte: HC Pinerolo, IHC Giugoma Torino, Les Aigles du Mont Blanc (presenti anche nella stagione precedente) e HC Bounty Stick (neoiscritta). Originariamente risultavano iscritte anche HC Valpellice Serie C e HC Aosta, che però hanno rinunciato il 30 settembre 2008. L'altra squadra presente nella stagione precedente, gli amatori dell'All Stars Piemonte hanno seguito il destino della prima squadra, sospendendo l'attività.
Tutte e quattro le società avrebbero avuto diritto ad accedere alla seconda fase con le quattro squadre qualificate nel girone Lombardia; tuttavia Bountystick e Giugoma hanno dato forfait.

#### Seconda Fase Lombardia - Piemonte - Valle d'Aosta
Avrebbero dovuto prendere parte alla seconda fase le quattro squadre del girone piemontese/valdostano e le prime quattro di quello lombardo. Tuttavia le ultime due squadre del girone piemontese (Giugoma e Bountystick) e la quarta classificata del girone Lombardia (Diavoli Rosso Neri) diedero forfait, riducendo la seconda fase dalle previste otto a sei squadre.
Si è disputato un girone all'italiana di sola andata seguito dai play-off per le prime quattro squadre.

##### Play-off
Le semifinali si sono disputate nei giorni 1, 8 e - eventualmente - 15 marzo 2009; la finale, in gara unica, il 22 marzo 2009.
|  | Semifinali | Semifinali   | Semifinali   | Semifinali | Semifinali |  |  | Finale     | Finale     | Finale     |  |
|  |            |              |              |            |            |  |  |            |            |            |  |
|  | 1          | Les Aigles   | Les Aigles   | 14         | 15         |  |  |            |            |            |  |
|  | 4          | Black Angels | Black Angels | 4          | 4          |  |  | Les Aigles | Les Aigles | Les Aigles |  |
|  | 2          | Casate       | 8            | 2          | 8          |  |  | Casate     | Casate     | Casate     |  |
|  | 3          | Ambrosiana   | 2            | 4          | 5          |  |  |            |            |            |  |

La finale non è stata disputata. Les Aigles du Mont Blanc sono campioni del girone Nord-Ovest, l'Hockey Club Casate del girone Lombardia.

### Girone Nord-Est
Il girone Nord-Est è l'unico a vedere aumentate le squadre partecipanti: alle quattro squadre del 2007-08, HC Wizards Bologna, Falchi Bosco Chiesanuova, USG Zoldo Valcellina e Asiago Hockey AS Amatori, se ne sono aggiunte infatti inizialmente due trentine, HC Pinzolo Val Rendena e HC Pinè, ma quest'ultima ha comunicato il ritiro a pochi giorni dall'inizio del campionato.
La formula prevede un girone di andata e ritorno, seguito dai play-off per le prime quattro classificate.

#### Classifica
Legenda: PG = partite giocate; V = vittorie conseguite nei tempi regolamentari; VOT= vittorie conseguite ai tempi supplementari o ai rigori; POT = sconfitte subite ai tempi supplementari o ai rigori; P = sconfitte subite nei tempi regolamentari; DR = differenza reti

#### Play-off
Le sfide di semifinale si sono giocate sulla distanza delle due gare. Non valendo la regola dei gol in trasferta, in caso di parità (una vittoria per parte o doppio pareggio), al termine della seconda gara veniva giocato un tempo supplementare da 5 minuti da giocarsi con 4 uomini di movimento; in caso di ulteriore parità, la serie era decisa dai tiri di rigore. La finale è invece stata giocata al meglio delle tre gare, con supplementare ed eventuali rigori in caso di pareggio nei tempi regolamentari.
|  | Semifinali | Semifinali  | Semifinali  | Semifinali | Semifinali |  |  | Finale | Finale | Finale | Finale | Finale |  |
|  |            |             |             |            |            |  |  |        |        |        |        |        |  |
|  | 4          | Val Rendena | Val Rendena | 2          | 4†         |  |  |        |        |        |        |        |  |
|  | 1          | Falchi      | Falchi      | 8          | 1          |  |  | Falchi | Falchi | 6      | 2      | 9      |  |
|  | 3          | Asiago      | Asiago      | 6          | 3          |  |  | Zoldo  | Zoldo  | 5      | 7      | 7      |  |
|  | 2          | Zoldo       | Zoldo       | 10         | 12         |  |  |        |        |        |        |        |  |

Legenda: dts= serie decisa al supplementare dal golden gol; dr= serie decisa ai tiri di rigore
I Falchi Bosco Chiesanuova si aggiudicano il girone nord-est della Serie C Interregionale, accedendo inoltre alle finali nazionali.

### Girone Centro Sud
Sono tre le squadre coinvolte nel neonato girone Centro Sud: HC Mezzaluna Mentana, AS Phoenix Palermo e ASHC Roma.

#### Classifica
L'Associazione Sportiva Hockey Club Roma si è aggiudicato il girone Centro-Sud ed il diritto a partecipare alle finali nazionali in virtù della serie di nove incontri disputati contro il Mezzaluna Mentana, tutti vinti dai capitolini.

### Finali nazionali
Alle finali nazionali hanno avuto accesso le due squadre finaliste del Nord Ovest (Les Aigles du Mont Blanc e HC Casate 2000), la squadra vincitrice del girone Nord Est (Falchi Bosco) e la squadra vincitrice del girone Centro Sud (ASHC Roma). Si sono svolte a Claut.
La formula non è variata dalla stagione precedente: un girone di semifinale, all'italiana di sola andata, con incontri giocati sulla distanza dei due tempi, con la disputa dei rigori in caso di parità al termine dei tempi regolamentari. 3 punti verranno assegnati alla squadra che vincesse ai tempi regolamentari, 2 a chi vincesse ai rigori, uno a chi risultasse sconfitta ai rigori. La classifica determinerà dunque la disputa delle due finali: per il terzo posto tra le ultime due classificate, per il titolo tra le prime due. Le finali vengono disputate sui tre tempi.

#### Classifica girone di semifinale
|    |            |       |    |   |     |     |   |    |    |
|    | Teams      | Punti | PG | V | VOT | POT | P | GF | GS |
| 1. | Casate     | 9     | 3  | 3 | 0   | 0   | 0 | 11 | 5  |
| 2. | Falchi     | 6     | 3  | 2 | 0   | 0   | 1 | 13 | 9  |
| 3. | Les Aigles | 3     | 3  | 1 | 0   | 0   | 2 | 10 | 10 |
| 4. | Roma       | 0     | 3  | 0 | 0   | 0   | 3 | 10 | 20 |

##### Finali

###### 3º posto
| 5 aprile 2009 Ore 8:30 | Les Aigles du Mont Blanc | 3-8 (:-:; :-:; :-:) | ASHC Roma | Stadio della Valentina, Claut |

###### 1º posto
| 5 aprile 2009 Ore 11:30 | HC Casate | 4-6 (2-2; 0-3; 2-1) | Falchi Hockey Bosco Chiesanuova | Stadio della Valentina, Claut |

I Falchi Hockey Bosco Chiesanuova sono campioni nazionali di Serie C Interregionale.